# Rapido (jeu)
Pour les articles homonymes, voir Rapido.
Rapido est un jeu de hasard de la Française des jeux lancé à la fin des années 90 et disponible jusqu'au milieu des années 2010, dans de nombreux cafés-bars. Le but est de trouver 8 nombres parmi 20 dans une première grille (grille A) et simultanément un chiffre parmi quatre (grille B). Simple d'apparence et souvent gagnant aux rangs inférieurs, ce jeu représentait en 2007 le premier jeu de hasard quant au chiffre d'affaires (23,7 %) pour la Française des jeux,. Entre 2010 et 2014, la Française des jeux remplace le Rapido par un nouveau jeu aux règles assez semblables : l'Amigo.

## Histoire et évolution du jeu
Rapido a été lancée pour la première fois le 20 avril 1998 dans deux régions de test : Normandie, et Nord-Pas De Calais. Les mises disponibles étaient de 5F, 10F, et le gain maximum était alors de 100 000F (en misant 10F), et il y avait un tirage toutes les 5 minutes.
Le 11 janvier 1999, le Rapido est lancée dans toute la France.
Le 30 septembre 2000, des mises supplémentaires apparaissent : 20, 30 ou 50F. Depuis cette date on pouvait cocher de 1 à 4 numéros dans la grille B.
Le 7 janvier 2002, les mises passent à 1€, 1,5€, 2€, 3€, 5€.
Le 16 octobre 2002, La Pacifique Des Jeux rend le Rapido disponible en Polynésie Française.
En 2004, le jeu modifie son logo, et l'option du tirage de la 2ème chance est créé.
Au milieu des années 2000, le jeu fera polémique car il est accusé de provoquer des addictions. Néanmoins c'était un jeu qui rapportait énormément à la Française Des Jeux, donc il était difficile pour ces derniers d'agir contre ce problème.
Finalement, à la suite de la baisse du chiffre d'affaires du Rapido (à cause de l'interdiction de fumer dans les lieux publics, son design obsolète), il sera peu à peu remplacée par l'Amigo, d'abord le 4 octobre 2010 dans quelques départements de France, puis le 19 juin 2013 dans toute la France, et en 2014 dans les DOM-TOM. 2014 signifiera l'arrêt définitif du Rapido.

## Probabilités et espérance de gain
Les règles du Rapido permettent de jouer un bulletin pour 1 €. Elles autorisent également des mises supérieures, multiples de 1 €, mais cela est en fait équivalent à jouer autant de bulletins à 1 €.
Dans toute cette partie sur les probabilités et espérance de gain du jeu, on considère des bulletins simples à 1 €.

### Tableau des gains et de leurs probabilités
Au Rapido, les bulletins perdants avec aucun bon numéro dans la grille A, ou seulement un, sont rares.
Lorsque le joueur perd, c'est, dans 3 cas sur 4, à un ou deux numéros près sur les cinq requis pour gagner au 1er rang ou au 2e rang. Le Rapido est donc un jeu qui peut donner à certains joueurs l'illusion fréquente que "j'y étais presque..." ou "je n'étais pas loin...".
En cas de gain (1 fois sur 5,5 en moyenne), dans près de 40 % des cas le joueur ne fait que récupérer sa mise, et avec une fréquence similaire il double sa mise.
| Nombre de bons numéros dans la grille A | Nombre de bons numéros dans la grille B | Gain en euro pour une mise de 1 euro | Rang des lots gagnants | Probabilité, en % | Probabilité, arrondie |
| --------------------------------------- | --------------------------------------- | ------------------------------------ | ---------------------- | ----------------- | --------------------- |
| 0                                       | 0                                       | 0                                    |                        | 0,2947 %          | une chance sur 339    |
| 0                                       | 1                                       | 0                                    |                        | 0,0982 %          | une chance sur 1018   |
| 1                                       | 0                                       | 0                                    |                        | 3,7723 %          | une chance sur 27     |
| 1                                       | 1                                       | 0                                    |                        | 1,2574 %          | une chance sur 80     |
| 2                                       | 0                                       | 0                                    |                        | 15,4037 %         | une chance sur 6      |
| 2                                       | 1                                       | 0                                    |                        | 5,1346 %          | une chance sur 19     |
| 3                                       | 0                                       | 0                                    |                        | 26,4063 %         | une chance sur 4      |
| 3                                       | 1                                       | 0                                    |                        | 8,8021 %          | une chance sur 11     |
| 4                                       | 0                                       | 0                                    |                        | 20,6299 %         | une chance sur 5      |
| 4                                       | 1                                       | 1                                    | 1er rang               | 6,8766 %          | une chance sur 15     |
| 5                                       | 0                                       | 2                                    | 2e rang                | 7,3351 %          | une chance sur 14     |
| 5                                       | 1                                       | 6                                    | 3e rang                | 2,4450 %          | une chance sur 41     |
| 6                                       | 0                                       | 10                                   | 4e rang                | 1,1003 %          | une chance sur 91     |
| 6                                       | 1                                       | 30                                   | 5e rang                | 0,3668 %          | une chance sur 273    |
| 7                                       | 0                                       | 50                                   | 6e rang                | 0,0572 %          | une chance sur 1750   |
| 7                                       | 1                                       | 150                                  | 7e rang                | 0,0191 %          | une chance sur 5249   |
| 8                                       | 0                                       | 1000                                 | 8e rang                | 0,0006 %          | une chance sur 167960 |
| 8                                       | 1                                       | 10000                                | 9e rang                | 0,0002 %          | une chance sur 503880 |

De façon plus résumée :
| | Probabilité, en % | Probabilité, arrondie |
| --- | ----------------- | --------------------- |
| Bulletin perdant à 1 numéro près (4 bons numéros dans la grille A et 0 dans la grille B, ou 3 bon numéros dans la grille A et 1 dans la grille B)  | 29,43 %           | 1 chance sur 3        |
| Bulletin perdant à 2 numéros près (3 bons numéros dans la grille A et 0 dans la grille B, ou 2 bon numéros dans la grille A et 1 dans la grille B) | 31,54 %           | 1 chance sur 3        |
| Autre bulletin perdant | 20,83 %           | 1 chance sur 5        |
| Bulletin gagnant, le joueur récupère sa mise | 6,88 %            | 1 chance sur 15       |
| Bulletin gagnant, le joueur double sa mise | 7,34 %            | 1 chance sur 14       |
| Bulletin gagnant avec un gain supérieur | 3,99 %            | 1 chance sur 25       |

### Probabilités de différents événements
Pour 1 bulletin joué, la probabilité de gagner au moins l'équivalent de sa mise est d'environ 1 chance sur 5,5. Cette probabilité est indiquée au dos du bulletin de la Française des jeux.
Pour 1 bulletin joué, la probabilité d'obtenir un gain supérieur à sa mise (c'est-à-dire d'obtenir un gain d'au moins 2 € lorsqu'on a misé 1 €) est d'environ 1 chance sur 8,8.
Un joueur qui jouerait 10 000 bulletins aurait une probabilité...
...légèrement inférieure à 2 % de gagner une fois au 9e rang (c'est-à-dire 10 000 euros pour 1 euro)

...de l'ordre de 0,02 % de gagner deux fois au 9e rang

...de l'ordre de 0,0001 % de gagner trois fois au 9e rang

...etc.

### Espérance de gain
L'espérance de gain du Rapido est de 1 € pour chaque euro misé. Autrement dit, sur le long terme, les joueurs perdent en moyenne un tiers de leurs mises. On peut estimer que les pertes, lorsqu'on joue de nombreux bulletins au Rapido, sont environ 15 fois plus rapides que lorsqu'on joue à la roulette dans un casino (par "rapide", on entend ici le nombre de mises qui sont jouées, comme l'illustre le graphique ci-dessous).

### Exemple pour 100 € de mise au Rapido
Le graphique suivant est une simulation numérique, aléatoire, de deux joueurs jouant l'un au Rapido (courbe rouge), l'autre à la roulette en jouant systématiquement sur noir (courbe bleue). On suppose que chaque joueur joue démarre avec 100 €, joue 1 euro à chaque mise, et rejoue ses gains.

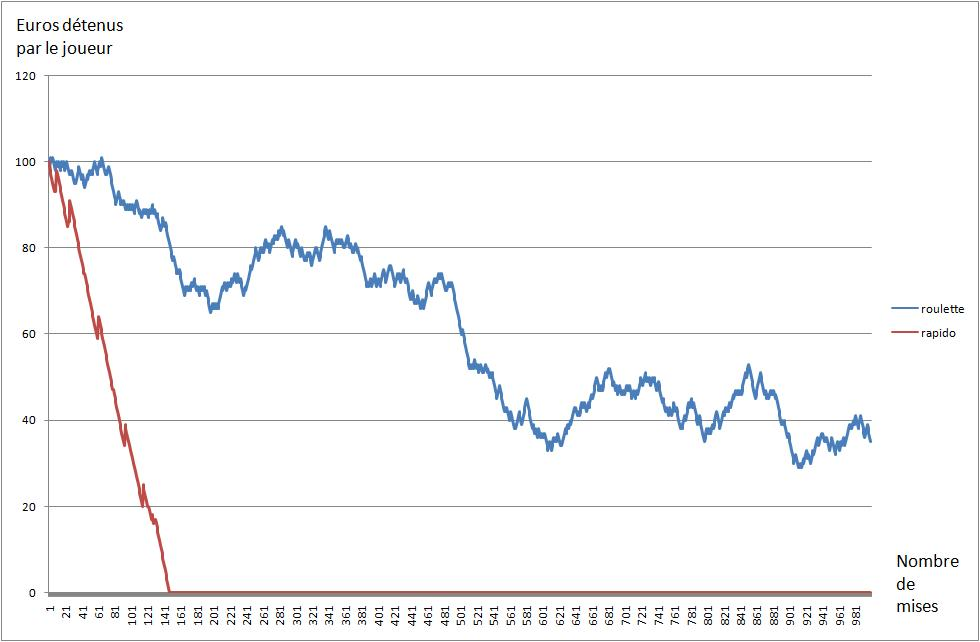
Simulation

### Nombre de bulletins gagnants pour cinq bulletins joués
Lorsqu'on joue souvent au Rapido, les gains sont relativement fréquents, comme le montre par exemple le tableau ci-dessous : pour seulement cinq bulletins de joués il y a environ 2 chances sur 3 que l'un des cinq bulletins au moins soit gagnant, au moins au 1er rang.
| Nombre de bulletins gagnants pour 5 bulletins joués | Probabilité en % | Probabilité arrondie |
| --------------------------------------------------- | ---------------- | -------------------- |
| aucun bulletin gagnant                              | 36,7 %           | 1 chance sur 3       |
| 1 bulletin gagnant                                  | 40,7 %           | 1 chance sur 2       |
| 2 bulletins gagnants                                | 18,1 %           | 1 chance sur 6       |
| 3 bulletins gagnants ou plus                        | 4,5 %            | 1 chance sur 22      |

### Que se passe-t-il si l'on joue beaucoup de bulletins et que l'on rejoue ses gains?
Comme l'indique l'espérance de gain du Rapido, il est rare que le total des gains dépasse beaucoup plus que les deux tiers des mises dépensées. Pour cette raison, même s'il gagne relativement souvent, le joueur qui rejoue ses gains va voir très généralement son capital fondre rapidement.